# Вігоров Леонід Іванович
Леонід Іванович Вигоров (15 січня 1913, Мінусинськ, Єнісейська губернія  — 13 березня 1976, Свердловськ; справжнє ім'я — Олексій Іванович Бедро) — біохімік і фізіолог рослин. Професор Уральського лісотехнічного інституту. Провів оригінальні дослідження в галузі фізіології, біохімії та селекції пшениці, дендрофізіології, азотного живлення деревних рослин та пшениць, вивчення ресурсів та закономірностей розподілу біологічно активних речовин у садових рослинах. Син українського селекціонера та помолога Івана Бедра.

## Біографія

### Ранні роки
Народився в місті Мінусинську Мінусинського повіту Єнісейської губернії 15 січня 1913 року. Батько - вчений агроном та помолог Іван Прохорович Бедро. Мати - Федосія Костянтинівна Бедро (уроджена Харіна). Дитинство Олексій Бедро провів у випробувально-науковому саду, закладеному ще в 1910 році його батьком на Тагарському острові (річка Єнісей) поблизу Мінусинська. В цей час він брав участь у садових і наукових справах батька, засвоїв практику садівництва, відав діловим листуванням батька, виконував наукові завдання при Західно-Сибірській садовій станції, головним чином з гібридизації яблунь - отримання морозостійких гібридів яблунь. 

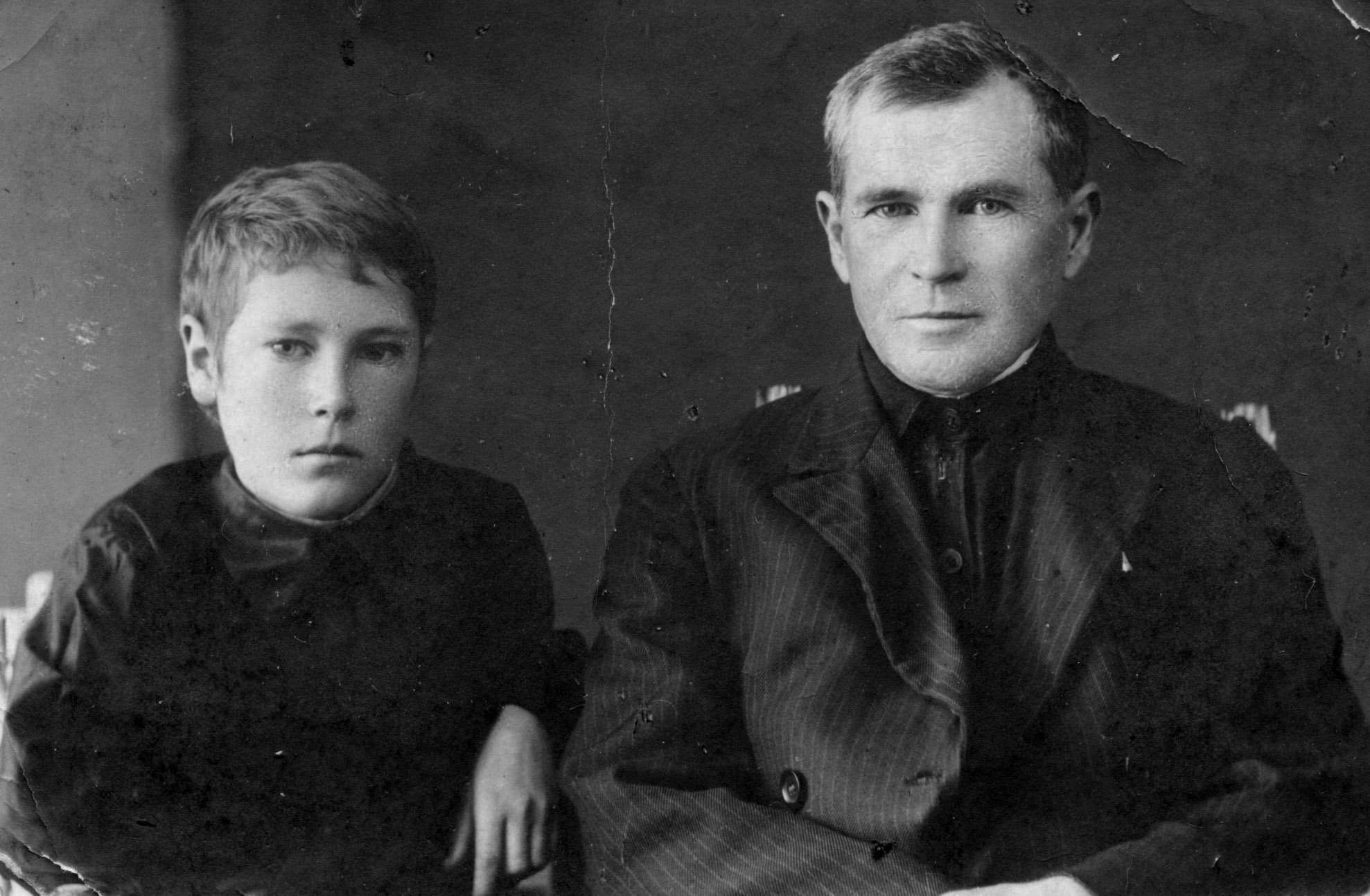
Олексій Бедро зі своїм батьком І.П. Бедро. Мінусинськ, 1925-1927 рр.

У 1928 році закінчив 9-річну школу в Мінусинську, працював в закладах з ліквідації неписьменності для невійскових. Згодом працював вчителем у школі біля міста Прокоп'євськ. Потім робітником на виноградниках німців-колоністів біля селища Шамхор в Азербайджані.
У жовтні 1931 був прийнятий на біологічний факультет Томського державного університету, який закінчив отримавши відзнаку в 1936 році. Під час навчання в університеті додатково працював, займаючись геоботанічним обстеженням Преіртиш'я для племінного господарства «Вівчар» (1932 рік), створенням мап місцевості і заготівлею лікарських рослин Алтаю для Крайового управління аптек (1933 рік). В 1934 році робив досліди для одержання харчових органічних кислот із деревного цукру в місті Безенчук (Самарська область)
У 1936-1939 роках працював асистентом, а з 1938 року - виконував обов'язки завідувача об'єднаними кафедрами ботаніки та фізіології рослин Новосибірського сільськогосподарського інституту. У 1937 році провів ботанічну експедицію до Північно-Східної Гірської Шорії (звіт про цю експедицію був опублікований лише в 2015 році), в 1939 році - ботанічну експедицію до степів Східного Сибіру з метою вивчення замінників лікарської сенеги.
В 1937 році, в період чергового посилення політичних репресій та терору, був змушений повністю змінити своє ім'я та прізвище на Леонід Вігоров. На той час його батько Іван Бедро був ще у 1933 році засланий на поселення у село Підгорне, Чаїнського району, Наримського округу. Зміна прізвища та відмова від родинного зв'язку могла його убезпечити на деякий час від небажаної уваги НКВД.
У 1939 році прийняв запрошення на роботу від Воронезького державного університету. Працював виконуючим обов'язки доцента на кафедрі фізіології, біохімії та мікробіології Воронезького державного університету, проводив курси з загальної та спеціальної мікробіології, спецпрактикуми з фізіології та мікробіології рослин. Займався науковою роботою з біохімії та фізіології пшениці.
26 червня 1941 року захистив кандидатську дисертацію на тему «Предпосівна обробка насіння пшениці мікроелементами» (науковий керівник – Петро Васильович Савостін).

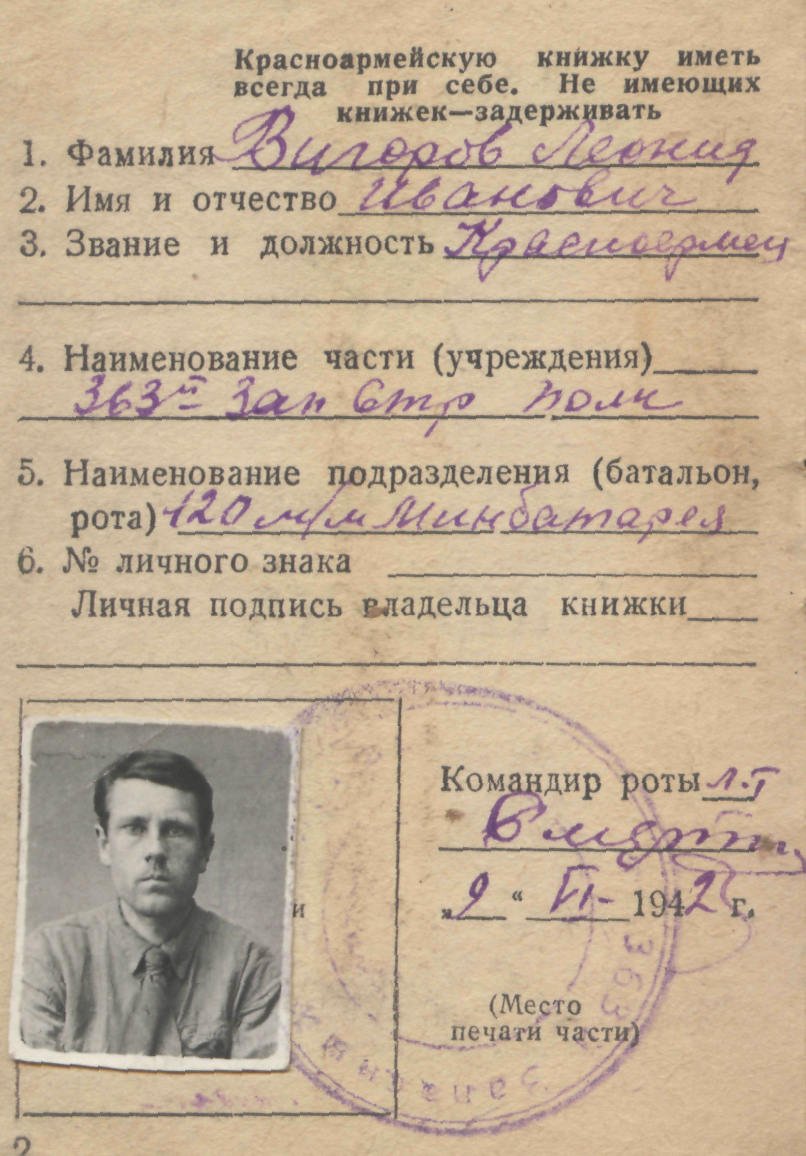
Посвідчення бійця РККА Л. Вігорова, 1942 рік

15 травня 1942 року мобілізований Кагановичським РВК міста Воронежа. Отримав звання рядового та навчений на мінометника. Кінець Другої світової війни у званні старший технік-лейтенант, був начальником лабораторії Польового армійського хімічного складу №1885 272-ї окремої роти хімічного захисту 125-ї стрілецької дивізії 42-ї армії. Виконував на Ленінградському та Прибалтійському фронтах розвідувальну роботу з виявлення та розпізнавання отруйних, вибухових та інших хімічних засобів, доручення з «розкладання військ противника» шляхом радіоагітації, вів заняття з командним складом з військово-хімічних питань, працював перекладачем під час допитів полонених німців. Нагороджений медалями «За бойові заслуги» (19.06.1945), «За оборону Ленінграда» (17.08.1943).
Був демобілізований у листопаді 1945 року, розшукав у Сибіру свою дружину А.Я. Трибунську, евакуйовану туди з Воронежа. Деякий час працював у Курганському сільськогосподарському інституті.

### Наукова кар'єра
З лютого 1946 року Леонід Вігоров працював в Уральському лісотехнічному інституті на кафедрі ботаніки та дендрології, де проводив лекції та вів практикуми з фізіології рослин, основ землеробства, мікробіології та інших супутніх предметів, а в Уральському державному університеті - курс біохімії.
У 1946—1971 роках вчений провів на полях Всесоюзного науково-дослідного інституту рослинництва та у дослідному саду при Уральському лісотехнічному інституті великі дослідження тисяч отриманих ним гібридів диких двозернянок та сортів твердої пшениці. Його метою було вивчення цілковите покращення біохімічних властивостей сучасної пшениці. Досліджуючи проблему білковості зерна пшениці, він одночасно вивчав азотне харчування злакових, займався питаннями спадкування господарсько цінних ознак при гібридизації. Разом із дружиною А.Я. Трибунською вивчав біологічну фіксацію азоту в різних типах ґрунтів на Уралі. За 25 років роботи Вігоровим було відкрито методи отримання сортів пшениці, багатих на білки та дефіцитні амінокислоти, вітаміни та інші біологічно активні речовини.

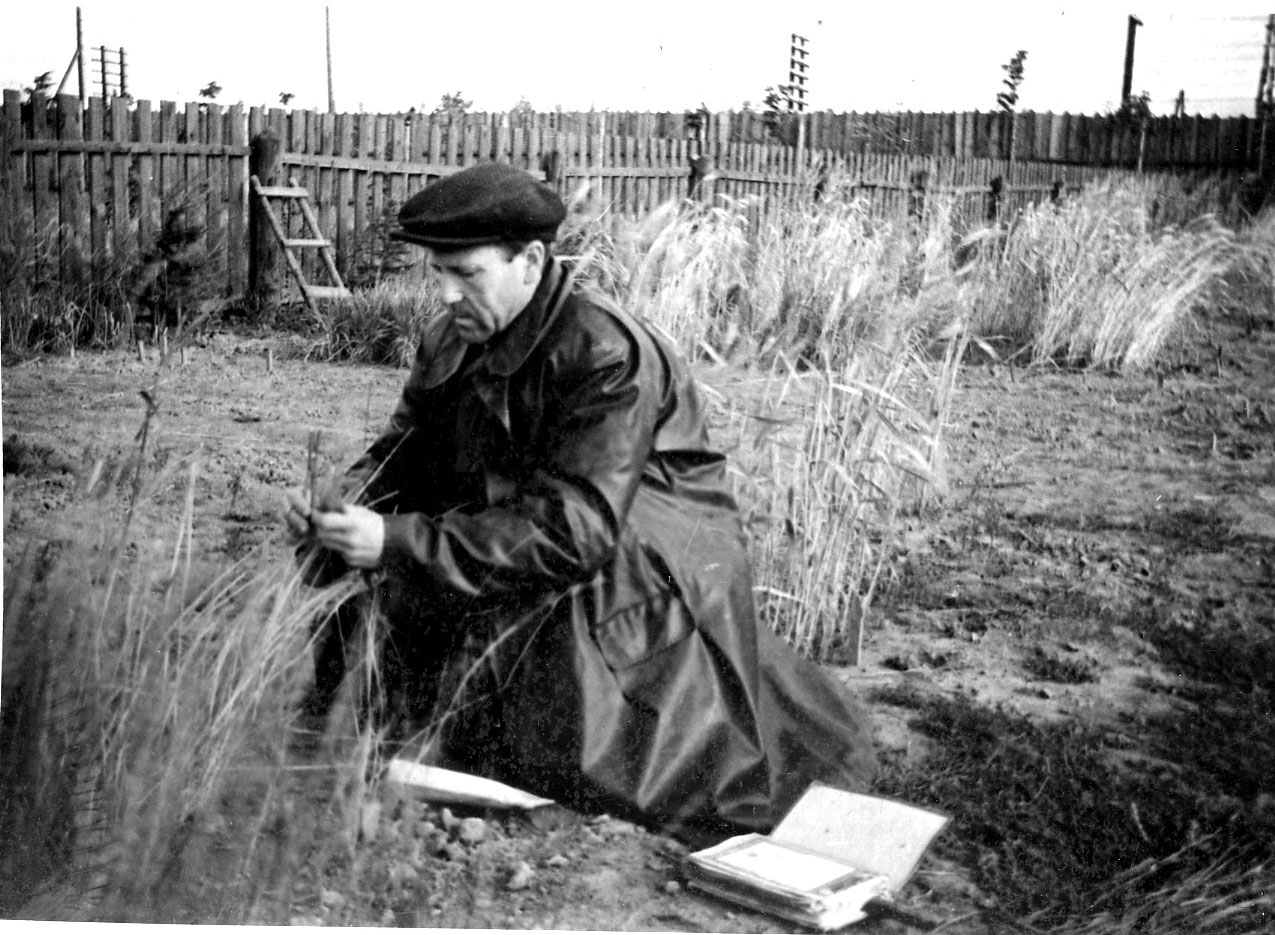
Леонід Вігоров за збором врожаю гібридних пшениць, 1956 рік

У 1950—1955 роках Вігоров, на пропозицію декана лісогосподарського факультету М.М. Новікова, на площі трьох гектарів створив навчально-дослідний сад Уральського лісотехнічного інституту. Сад виник на міському пустирі неподалік Сибірського тракту в точці, що вважається його п'ятим кілометром. Декілька поколінь студентів пройшли в цьому саду практику з садівництва та землеробства, ґрунтознавства та фізіології рослин, допомагаючи Вігорову здійснювати догляд за садом. Навчально-дослідний сад став зібранням найбільшої колекції північних урало-сибірських сортів яблунь та ягідників. Колекція саду в 1960-1968 роках налічувала 1200 сортів яблуні, до 60 сортів смородини, малини, аґрусу, до 30-45 сортів вишні, сливи та інші садові культури. Перевірку на вміст вітамінів та інших корисних сполук сорти проходили за врожаями кількох років, і в результаті був відібраний перший високовітамінний сортимент, придатний для використання в північній зоні садівництва.
В 1956 році Вігоров на базі навчально-дослідного саду Уральського лісотехнічного інституту створив наукову біохімічну лабораторію, пізніше названу лабораторією біологічно активних речовин (БАР). Вчений був завідувачем цієї лабораторії з 1956 по 1976 рік.
У 1956—1968 роках розробили експрес-метод оцінки родючості ґрунтів. З 1966 року лабораторія біологічно активних речовин почала випускати таблетки для аналізу до яких додавались кольорові таблиці для аналізу зразків ґрунту. Передбачалася передача цього методу у промислове виробництво та введення винаходу у практику.
У 1968 році Вігоров був затверджений у званні професора на підставі сукупності робіт, без захисту докторської дисертації.
Взимку 1968-1969 років колекція навчально-дослідного саду Уральського лісотехнічного інституту сильно постраждала від морозів. На яблуневій ділянці збереглося лише 100 сортів. Переважно вимерзли великоплідні сорти яблуні.

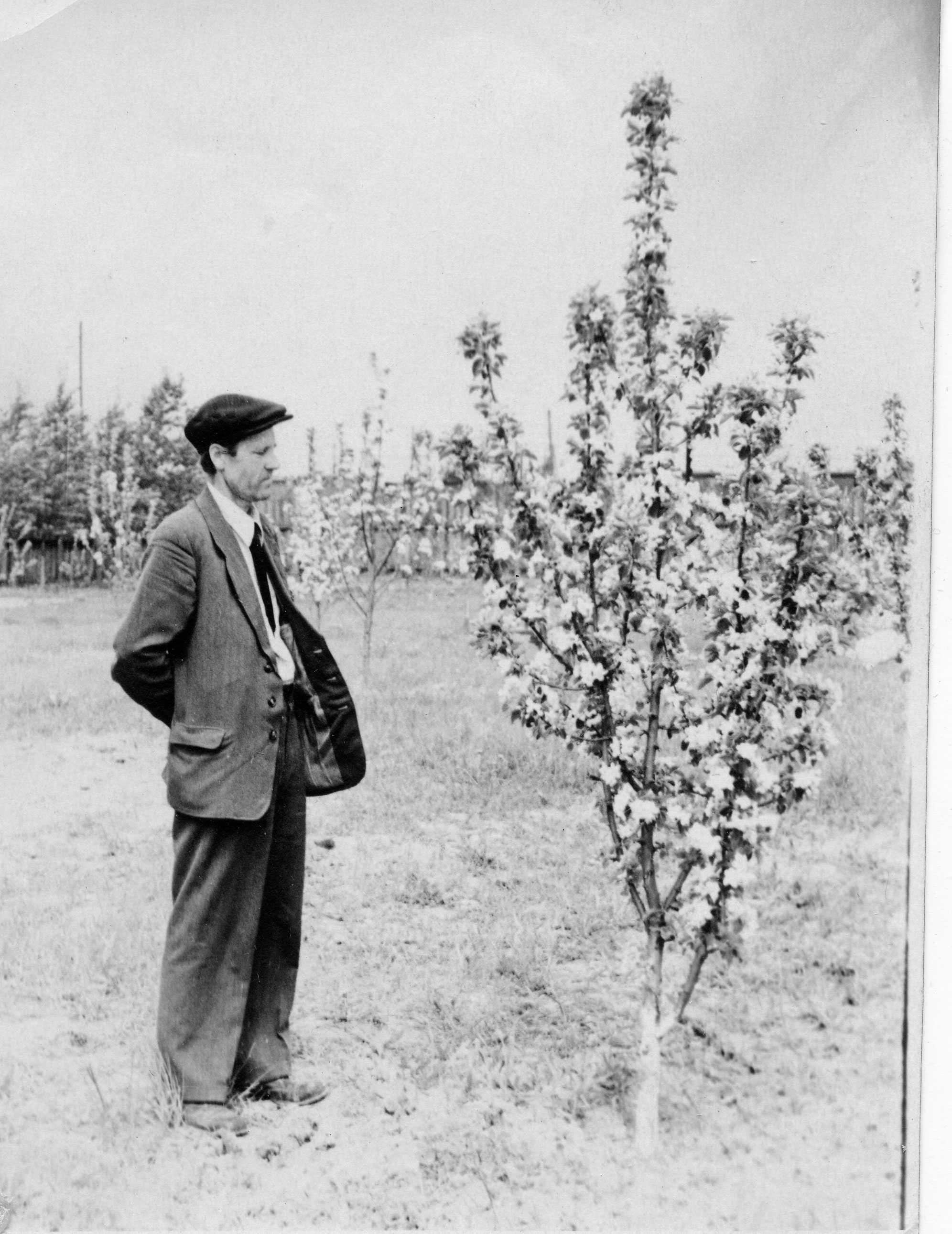
Вігоров оглядає навчально-дослідний сад, 1959 рік

На основі колекції рослин, що вціліли Вігоров у 1969-1973 роках створив Сад лікувальних культур. Це була збірка сортів, які завдяки своєму біохімічному складу мали велику кількість біологічно активних сполук з профілактичною або терапевтичною дією.
У Саду лікувальних культур було створено нову колекцію культурних рослин, плоди яких могли сприяти попередженню чи лікуванню різних захворювань людини. Новими культурами для саду стали великоплідний глід, багатий сполуками, що попереджають деякі серцеві аритмії, сортова великоплідна шипшина, цінна полівітамінними та жовчогінними властивостями, добірні солодкоплідні жимолості, колекція сортової обліпихи, солодкоплідна калина. Вігоров та керована ним лабораторія біологічно активних речовин вивчали закономірності успадкування вітамінності при гібридизації сортів яблунь. Було створено два селекційні шедеври — сорти яблук «Вітамінне біле» та «Пам'яті Діброва». Щодо призначення саду та мети його створення Вігоров зазначав:
«Сад лікувальних культур представляє перше у країні зібрання рослин, для їстівних плодів яких є багаторічні точні дані щодо накопичення в їх складі певних захисних речовин або їх комплексів. У межах кожної культури в Саду лікувальних культур залишено лише ті сорти чи види, щодо яких точно відомо, які захисні сполуки вони накопичують у діючих (ефективних) кількостях, і що їхні плоди справді можуть запобігати тим чи іншим захворюванням людини»
У 1969 році на біохімічному з'їзді в Ташкенті Вігоров зробив доповідь про класифікацію зкористних та ахисних для здоров'я людей речовин у плодах та закономірності їх розподілу (на основі закону гомологічності для вегетативних органів та плодів, закону утворення всіх можливих хімічних аналогів, закону знаходження речовин у плодах споріднених рослин тощо). Дані закономірності вчений виклав у своїх наукових роботах цього періоду.
Вігоров був організатором трьох всесоюзних конференцій з біологічно активних речовин плодів ягід у Свердловську (1961, 1964, 1968), однієї – в Мічурінську (1972) та однієї – в  Москві (1975). З проблем лікувального садівництва колективом співробітників лабораторії біологічно активних речовин було опубліковано понад 200 наукових праць (статті у збірниках та у матеріалах конференцій). Особливою популярністю досі користується книга Леоніда Вігорова «Сад лікувальних культур», видана у 1976 та 1979 роках. Він став новатором у сфері вивчення вітамінів. Його досліди вказували на необхідність споживання вітамінів природнього походження, можливість використання вітамінів у лікувальних та профілактичних цілях. Останнє було особливо актуальним для регіонів  з суворим кліматом - Уралу та Сибіру.
Проте, доробок вченого та його внесок у популяризацію вітамінів виявився непотрібним для совєтської науки. У 1970-х роках площу Саду лікувальних культур було урізано до 1,7 гектарів. Частину саду, яку очистили від фруктових дерев, віддали під будівництво гуртожитка. — частину площі саду віддано під гуртожиток, що будується.
До 1975 року Леонід Вігоров переключив колектив лабораторії біологічно активних речовин на вивчення нової теми аерофолінів - летких біологічно активних речовин деревних порід. В перспективі дослідження було створення лікувальних парків.
Головним внеском Вігорова стало подолання стереотипу примітивної оцінки плодів лише за смаком, розміром та врожайністю. За результатами біохімічних аналізів на вміст вітамінів та інших корисних речовин, поміж сотень сортів яблуні визначення лікувальних отримували лише одиниці. Він мріяв про розвиток широкої мережі дослідницьких та експериментальних установ з лікувального садівництва у різних регіонах, створення спеціального науково-дослідного інституту лікувального садівництва та овочівництва.

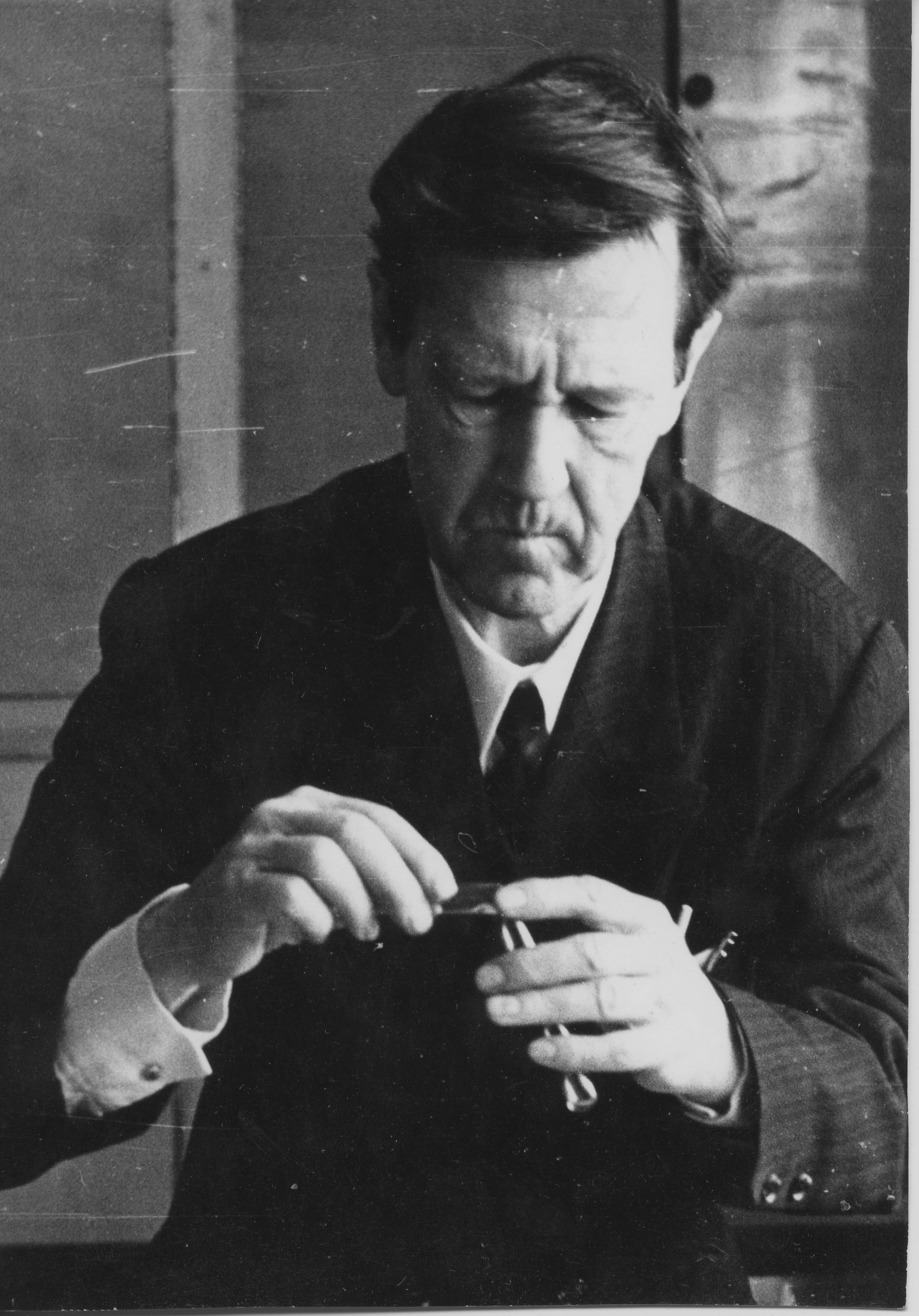
Вігоров за підготовкоюю до експерес-методу аналізу родючості ґрунтів, 12 березня 1976 року

Леонід Іванович Вігоров помер раптово 13 березня 1976 року і був похований на Нижньо-Ісетському цвинтарі, Чкаловського району міста Свердловська. Його могила знаходиться недалеко від могили уральського садівника Порфирія Діброви.
Рішенням Свердловського облвиконкому від 6 квітня 1977 року Сад лікувальних культур, за існуваннчя якого тривалий час боровся вчений, нарешті потрапив до списку пам'яток природи обласного значення.
Книга Вігорова «Сад лікувальних культур», що користується популярністю дотепер, побачила світ вже після смерті вченого (два видання у 1976 і 1979 роках відповідно).

## Родина
- Батьки:
  - Іван Прохорович Бедро - батько.

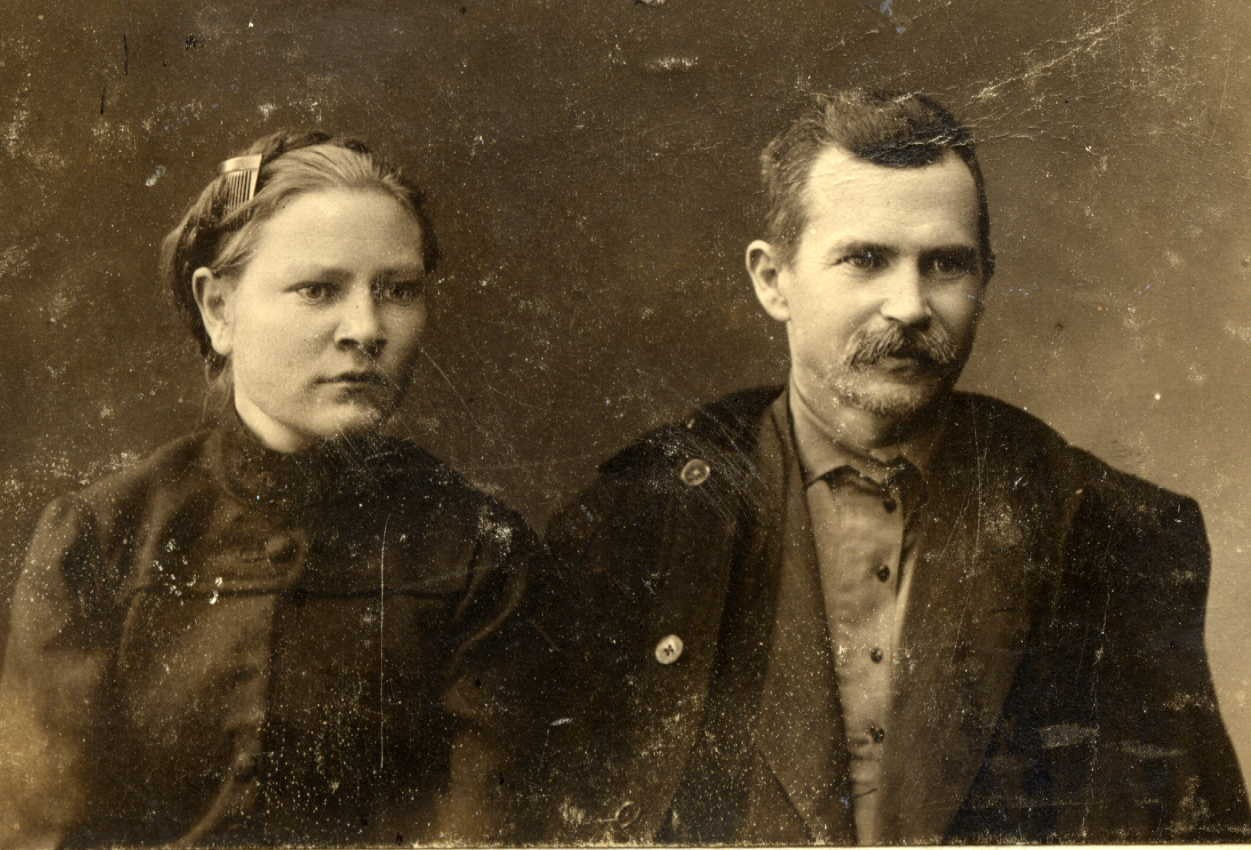
Іван та Феодосія Бедро - батьки Олексія Бедра (Леоніда Вігорова)

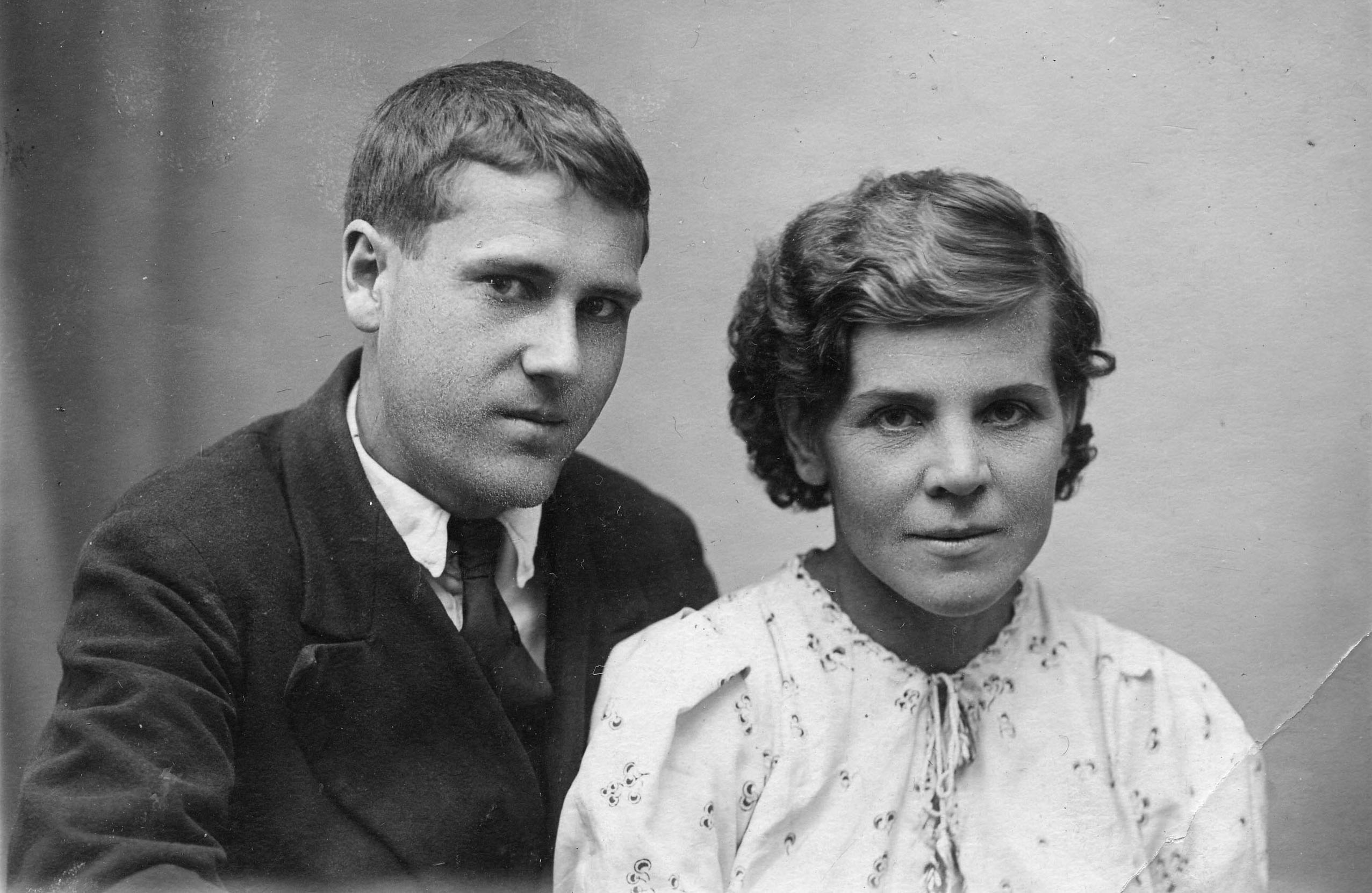
Леонід Вігоров з дружиною А. Трибунською, 1939 рік

  - Феодосія Костянтинівна Бедро (уроджена Харіна) - мати.
- Брати, сестри:
  - Юрій Бедро (відомий як Георгій Бедров) - брат, займався геологічними дослідженнями.
  - Галина Іванівна Бедро (Афанасьєва) - сестра.

Дружина А.Я. Трибунська: 
- син Юрій Леонідович Вігоров (народився 1942 року);
- донька Надія Леонідівна Вігорова;
- прийомний син Борис Трибунський (народився 1938 року, пізніше взяв прізвище Вігоров).

## Наукові праці
Автор 182 наукових публікацій, в тому числі близько 130 щодо проблеми вивчення вмісту різних біологічно активних речовин у плодах та ягодах.
Книги
- Вигоров Л.И. Практикум по физиологии древесных растений. — М.: Высшая школа, 1961. — 147 с. — 4000 прим.
- Вигоров Л.И. Уральские плоды и ягоды. Витамины. Здоровье. — Свердловск: Сред.-Урал. кн. изд., 1976. — 172 с. — 4000 прим.
- Вигоров Л.И. Витамины на ветках. Лечебные свойства уральских плодов и ягод. — Свердловск: Сред.-Уральское кн. изд., 1964. — 79 с. — 30 000 прим.
- Вигоров Л.И. Основы земледелия для лесоводов (Учеб. пособие). — Свердловск, 1974. — 287 с. — 600 прим.
- Вигоров Л.И. Сад лечебных культур / Науч. ред. кандидаты техн. наук, доценты А.Г. Шавнин, А.М. Шебалов. — Свердловск: Сред.-Урал. кн. изд., 1976. — 172 с. — 4000 прим.
- Вигоров Л.И. Сад лечебных культур. — Свердловск: Сред.-Урал. кн. изд., 1979. — 176 с. — 40 000 прим.

Статті
- Биологически активные вещества ягод чёрной смородины и селекция на улучшенный их состав // Культура чёрной смородины в СССР. — М., 1972.
- Десять забот школьного лесовода. Методическое пособие для работ по ботанике и дендрологии. — Свердловск, 1975. — 57 с.
- Лечиться — в сад! // Химия и жизнь. — 1975. — № 11. — С. 107—111.
- Интродукция новых плодово-ягодных растений на Среднем Урале / Л. И. Вигоров // Успехи интродукции на Урале и в Поволжье: Сборник статей. — Свердловск, 1977. — С. 45-49.
- Проблема «сопутствующих» биологически активных веществ плодов и ягод в производстве витаминных препаратов // Витаминные растительные ресурсы и их использование. — М., 1977. — С. 135—139.
- Видовой и сортовой состав древесных растений сада лечебных культур: Методическое руководство. — Свердловск, 1980.
- Л.И. Вигоров, Г.Н. Новосёлова, Н.В. Марина, С.А. Шавнин. Растения. Человек. Качество жизни. — Екатеринбург: Уральский государственный лесотехнический университет, 2009. — 84 с. ISBN 978-5-94984-274-4.
- Избранные труды. — Екатеринбург: Уральский государственный лесотехнический университет, 2010. — 364 с. ISBN 978-5-94984-319-2.
- Высокогорная растительность Восточной Шории в истоках реки Томи // Ботанические исследования Сибири и Казахстана (сборник). Вып. 21 / под ред. А. Н. Куприянова. — Кемерово: КРЭОО «Ирбис», 2015. — с. 130—154.
- Труды первой всесоюзной конференции по биологически активным веществам плодов и ягод. Отв. редактор Л. Вигоров. — Свердловск, 1961. — 284 с.
- Труды второго всесоюзного семинара по биологически активным веществам плодов и ягод. — Свердловск, 1964.
- Труды III всесоюзного семинара по биологически активным (лечебным) веществам плодов и ягод. — Свердловск, 1968. — 511 с.
- Труды IV всесоюзного семинара по биологически активным (лечебным) веществам плодов и ягод. — Мичуринск, 1972. — 576 с.
- Биологически активные вещества плодов и ягод: Материалы V Всесоюзного семинара (27-28 марта 1975 г., Москва). — М. 1976.